# 조제 모라이스
조제 마누엘 페레이라 드 모라이스(포르투갈어: José Manuel Ferreira de Morais, 1965년 7월 27일 ~ )는 포르투갈의 전 축구 선수이자 축구 감독이다.

## 선수 경력
1984년 포르투갈의 UD 레이리아에서 축구 선수로 데뷔했다. 이곳에서 두 시즌을 보낸 후 드르그뢰르데로 이적했다. 그러던 1988년 모라이스는 아틀레티쿠 CP로 이적했다. 아틀레티쿠 CP에 속한 1990년 모라이스는 SC 프라이엔스로 임대 이적했으며 임대 복귀 후 FC 페나피엘에 입단했다. FC 페나피엘에서 1991년까지 뛰었던 모라이스는 이후 현역 선수에서 은퇴했다.

## 지도자 경력
1999년 포르투갈의 SL 벤피카 B팀의 감독을 맡으면서 지도자로 첫 발을 내디뎠다. 이후 포르투갈과 독일의 여러 팀의 감독을 하다가 2003-04시즌을 앞두고 FC 포르투의 수석코치로 합류하며 조세 무리뉴 감독을 보좌했다. 이 시즌에 FC 포르투는 UEFA 챔피언스리그 우승을 하면서 코치로서 우승을 경험하게 되었다. 포르투의 수석코치에서 물러난 모라이스는 CD 산타 클라라의 감독으로 취임했다.
2008년 예멘 축구 국가대표팀 감독에 취임하면서 처음으로 국가대표팀 감독을 맡게 되었다. 하지만 얼마 지나지 않아 예멘 감독직에서 물러났고, 에스페란스 스포티브 드 튀니지의 감독으로 자리를 옮겼다.
2009-10시즌을 앞두고 FC 포르투에서 함께 호흡을 맞추었던 조세 무리뉴를 따라 세리에 A의 인터 밀란의 수석코치로 부임했다. 2010년 무리뉴가 레알 마드리드의 감독으로 자리를 옮기면서 그를 따라 레알의 수석코치로 부임했다. 그리고 무리뉴가 첼시의 감독으로 자리를 옮기면서 모라이스 역시 첼시의 수석코치로 부임했다.
2014-15시즌을 앞두고 사우디아라비아의 알샤밥 FC의 감독으로 취임했다. 하지만 1시즌이 지나고 2015-16이 시작하기 전에 다시 첼시의 수석코치로 복귀했다.
2018년 2월 잉글랜드의 EFL 챔피언십의 반슬리 FC의 감독으로 취임했다. 하지만 2017-18시즌 반슬리가 EFL 리그 1으로 강등됨에 따라 감독에서 물러나게 되었다.
2019시즌을 앞두고 중국 슈퍼리그 톈진 톈하이로 떠난 최강희의 뒤를 이어 K리그1의 전북 현대 모터스의 감독으로 취임했다. 2019년 3월 1일 대구 FC와의 경기에서 전북 감독 데뷔전을 치렀으며 이 경기에서 1-1 무승부를 거두었다. 2019년 K리그 올스타전 직전까지 전북은 울산 현대, FC 서울과의 순위 경쟁에서 승리하며 리그 1위를 질주했으며 모라이스는 리그 1위팀 감독 자격으로 K리그 올스타전의 팀 K리그의 감독을 맡아 경기를 치렀다. 리그 후반기에도 울산과 계속해서 우승경쟁 체제를 이루었으며 한때 2위로 내려앉으며 준우승에 그치는 듯했지만 리그 최종라운드인 38라운드에 열린 강원 FC와의 경기에서 승리를 기록하며 전북을 K리그1 우승으로 이끌었다. 그리고 이와 같은 공로로 K리그1 2019시즌 감독상을 수상했다. 그리고, 2020 시즌에도 전북의 감독을 맡았으며 전북의 K리그1 리그 우승을 이끌었다. 이 우승으로 전북은 K리그 역사상 최초로 리그 4연패 달성을 이뤄냈다.
그 후, 모라이스는 새로운 도전을 하기 위해 2020 시즌을 끝으로 전북과의 2년 동행을 마무리하였다.
2021년 5월 2일 알힐랄과 단기 계약을 맺고 부임하였다.

## 수상

### 코치

#### FC 포르투
- 프리메이라리가 1회 우승 : 2003-2004
- 포르투갈 슈퍼컵 1회 우승 : 2003
- UEFA 챔피언스리그 1회 우승 : 2003-2004

#### 인터밀란
- 세리에 A 1회 우승 : 2009-2010
- 코파 이탈리아 1회 우승 : 2009-2010
- UEFA 챔피언스리그 1회 우승 : 2009-2010

#### 레알 마드리드
- 라리가 1회 우승 : 2011-2012
- 코파 델 레이 1회 우승 : 2010-2011
- 수페르코파 데 에스파냐 1회 우승 : 2012

#### 첼시 FC
- 프리미어리그 1회 우승 : 2014-2015
- 리그컵 1회 우승 : 2014-2015

### 감독

#### ES 튀니스
- 튀니지 프로 리그 1 우승 1회 : 2009

#### 알샤밥
- 사우디 슈퍼컵 우승 1회 : 2014

#### 전북 현대 모터스
- K리그1 우승 2회 : 2019, 2020
- FA컵 우승 1회 : 2020

### 개인
- K리그1 감독상 : 2019
- FA컵 지도자상 : 2020